# Campo (Kolorado)
Campo – miasto w Stanach Zjednoczonych, w stanie Kolorado, w hrabstwie Baca.